# Raión de Echmiadzin
El raión de Echmiadzin es uno de los tres raiones que forman la provincia armenia de Armavir. Su población a fecha de 12 de octubre de 2011 era de 133 387 habitantes.
Está formado por las siguientes localidades:
- Aghavnatun 2840
- Aknalich 2566
- Aknashen 1569
- Amberd 1412
- Apaga 1853
- Aragats 2924
- Araks 1364
- Aratashen 2505
- Arevashat 1917
- Arshaluys 4250
- Artimet 1704
- Aygek 1433
- Aygeshat 1798
- Baghramyan 2838
- Dasht 780
- Doghs 1339
- Ferik 310
- Gai 3614
- Geghakert 2564
- Griboyedov 1845
- Haykashen 1115
- Haytagh 2612
- Hovtamej 1044
- Jrarat 2981
- Jrarbi 1600
- Khoronk 2507
- Lernamerdz 384
- Lusagyugh 1007
- Merdzavan 3303
- Metsamor 1322
- Mrgastan 957
- Musaler 2641
- Norakert 2739
- Parakar 5584
- Ptghunk 1795
- Shahumyan 1642
- Shahumyani trchnafabrika 946
- Tairov 2377
- Taronik 1892
- Tsaghkalanj 1283
- Tsaghkunk 1144
- Tsiatsan 1056
- Vagharshapat 46 540
- Voskehat 3491[1]